# Скално светилище Зайчи връх
Скално-изсеченото светилище се намира на източната част на възвишението „Зайчи връх“ (от турски – Таушан тепе), което се извисява в Ямболското поле. Двуглавият скалист връх доминира над местността и руините на древния град Кабиле. Скалите във връхната част са подравнени и обработени, като в тях са издълбани две взаимно перпендикулярни траншеи с променлива дълбочина.

## Датиране
Селището предхождащо древният град Кабиле е възникнало около скалното светилище в края на II хил. пр. Хр. Платото е разположено на завоя на р.Тунджа на юг към Одрин (дн. Турция) и доминира над равнината. Откритата керамика от X – VI век пр. Хр. доказва, че селището е съществувало и през ранната Желязна епоха.
Светилището вероятно е много по-древно от античното селище. Съществуват множество научни изследвания за ролята на акропола като свещено място и връзките между него и намиращият се в подножието му град. Според българският археолог проф. Велизар Велков това е най-древното светилище, където се наблюдава скала с релефно изображение на Великата майка на боговете (Кибела), а по късно Артемида върху лъв.

## Описание и особености
Скалистите върхове на андезитните масиви са подравнени и обработени, като в тях са издълбани две взаимно перпендикулярни траншеи, чиято дълбочина варира. Така скалният масив е придобил специфична кръстообразна форма. Ориентацията на траншеите е по направлението на четирите посоки на света, като точността на съвпадение по азимут с тях е ±30'. Траншеята, ориентирана по оста изток – запад има дължина 12 m, а тази ориентирана по оста север – юг – 15 m. От центъра на този своеобразен кръст се открива поглед към линията на местния хоризонт, която от североизток до югозапад е изключително равна.
За наблюдател, намиращ се в скално-изсечения паметник „Зайчи връх“ отстоянието на далечния хоризонт е 4 – 8 km. Височината му над линията на математическия хоризонт е средно около 1°. По стените на траншеите и хоризонталните участъци са разположени подравнени малки площи с различни размери. Най-интересна от всички е тази, която се намира в мястото на пресичане на траншеите. По мнението на специалисти, именно тук се намира барелефното изображение на богинята Кибела. В западната част на светилището, до траншеята изток – запад се разкриват основи на постройка от едри ломени камъни във формата на квадрат.
На южната страна в далечината, по направление на траншеята север – юг, се виждат една зад друга две могили. При археологически сондажи, във връхната им част са открити големи количества дървесна пепел.

## Астрономическа интерпретация
Използвайки методите на археоастрономията, са направени оценки за хронологичните граници на съществуване и използване на светилището. Взети са предвид функционалните елементи на скално-изсечения паметник и е установено, че са наблюдавани изгревите на Слънцето в моментите на равноденствие в периода 2000 – 1500 г. пр. Хр.
Малките корекции на позициите на наблюдателя и допълнителните съоръжения (отделни камъни, допълнителни прорези, каменни колони разположени по зрителния лъч) показват, че най-вероятно, светилището е било използвано почти до III – I век пр. Хр.
Използвайки този сравнително точен инструмент, древните наблюдатели са могли да измерват времето в единици, по-големи от денонощие – година, полугодие, тримесечие (продължителност на сезоните).
Едновременно с това, наблюдавайки ежедневните кулминации на Слънцето и някои от по-ярките звезди, те са могли да измерват времето и в единици, по-малки от денонощие. Кулминациите на Слънцето и звездите разделят съответно деня и нощта на две равни части. Така денонощието се разделя на четири части, чиято продължителност не е равномерно разпределена през годината. Единствено в дните на равноденствие, светлата и тъмната част на денонощието са равни, когато се изравняват и техните половинки (последователно: от изгрев до пладне и от пладне до залез, от залез до полунощ и от полунощ до изгрев).